# Distretto di Dinghu
Il distretto di Dinghu (鼎湖区S, DǐnghúP) è un distretto della Cina, situato nella provincia del Guangdong e amministrato dalla prefettura di Zhaoqing.